# Jérôme Coppel
Pour les articles homonymes, voir Coppel.
Jérôme Coppel (né le 6 août 1986 à Annemasse, en France) est un coureur cycliste français. Il passe professionnel en 2008 au sein de l'équipe La Française des jeux, après avoir obtenu plusieurs titres de champion de France dans les catégories juniors et espoirs. Après neuf saisons de cyclisme professionnel, il met un terme à sa carrière début août 2016, à 30 ans.

## Biographie

### Jeunesse et carrière amateur
Jérôme Coppel pratique le ski de fond durant son enfance, préparant les saisons de ski en faisant du vélo l'été. Il commence à pratiquer le vélo en 2002 au Vélo club d'Annemasse en catégorie cadet deuxième année, tout en donnant priorité au ski de fond jusqu'en 2004. Il remporte cette année-là le championnat de France de cyclisme contre-la-montre juniors. Il se classe également dixième de la course en ligne lors de ces championnats. Sélectionné en équipe de France, il termine dixième du championnat du monde sur route à Vérone en Italie.
En 2005, il passe en catégorie espoirs (moins de 23 ans) et rejoint le VC Lyon-Vaulx-en-Velin. Il est vice-champion de France du contre-la-montre espoirs, battu par Dimitri Champion, et vainqueur du Tour du pays de Gex. Il participe aux championnats du monde, et y prend la 20e place du contre-la-montre de sa catégorie.
En 2006, il est recruté par le CR4C Roanne. Il remporte le contre-la-montre du Loire-Atlantique espoirs, dont il prend la troisième place finale, le contre-la-montre en côte du Tour des Pays de Savoie, se classe deuxième du Tour de Corrèze et troisième du Grand Prix de Vougy, manche de la Coupe de France des clubs. Avec l'équipe de France espoirs, il est vice-champion d'Europe contre-la-montre, battu par Dmytro Grabovskyy, et troisième du championnat du monde du contre-la-montre espoirs, derrière Dominique Cornu et Mikhail Ignatiev.
En 2007, il réalise un doublé lors des championnats de France sur route, remportant les titres de la course en ligne et du contre-la-montre espoirs. Il se classe cinquième du championnat de France du contre-la-montre élites, à 57 secondes du vainqueur Benoît Vaugrenard. Il remporte également le Circuit des Ardennes en se classant deuxième du contre-la-montre derrière Tony Martin. Avec l'équipe de France espoirs, il participe à des manches de la Coupe des Nations U23, se classant notamment 3e du GP Tell et 7e du Tour de Thuringe. Cinquième du championnat d'Europe du contre-la-montre espoirs, il est à nouveau troisième du championnat du monde, derrière Lars Boom et Mikhail Ignatiev. Il termine la saison à la troisième place du classement FFC, derrière Gatis Smukulis et Tanel Kangert,.

### 2008-2009: débuts professionnels à la Française des Jeux

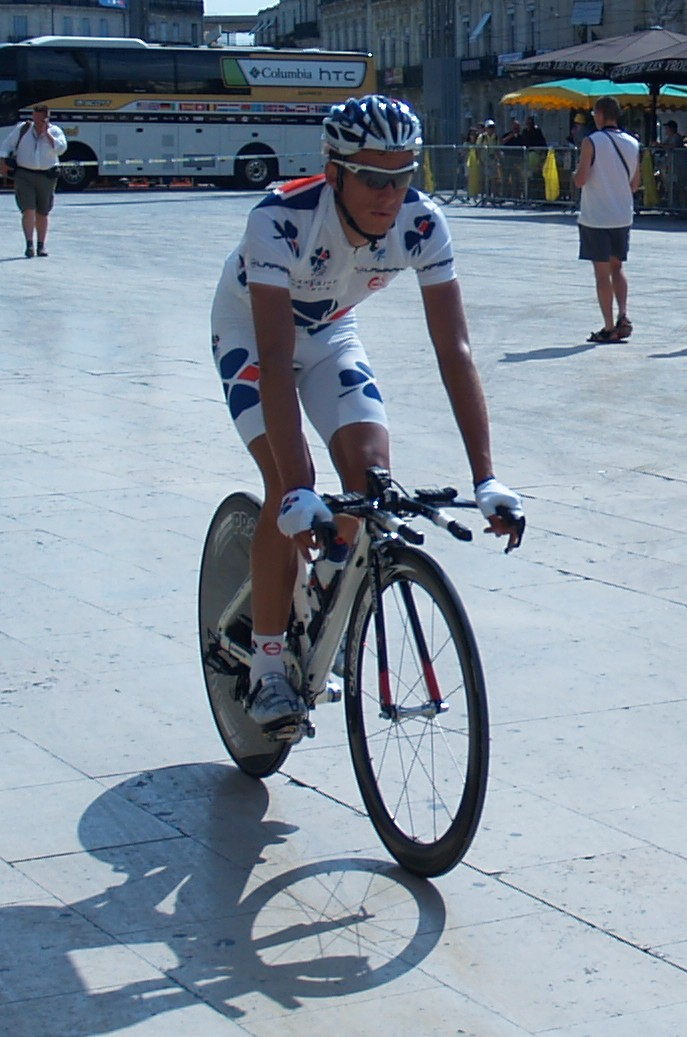
Au Tour de France 2009 à Montpellier.

Aidé durant ses dernières saisons en amateur par la fondation de la Française des Jeux, Jérôme Coppel passe professionnel en 2008 dans l'équipe La Française des jeux, en même temps que Yoann Offredo et Anthony Roux, également membres de cette fondation.

### 2010-2012: chez Saur-Sojasun
Après deux saisons dans l'équipe qui l'a fait passer professionnel, La Française des jeux, il signe pour la saison 2010 un contrat avec la formation Saur-Sojasun dirigée par Stéphane Heulot. Il effectue un bon début de saison avec une neuvième place sur Paris-Nice.
Au mois d'avril, il termine successivement troisième du Grand Prix Llodio puis quatrième du Tour de La Rioja le lendemain. Il remporte un mois plus tard, la première étape ainsi que le classement général du Rhône-Alpes Isère Tour. Il s'illustre également lors du Critérium du Dauphiné en terminant 5e après avoir été présent lors de l'étape reine arrivant au sommet de l'Alpe d'Huez. Il continue sa bonne saison en septembre en remportant tout d'abord la dixième épreuve de la Coupe de France, le Tour du Doubs, en solitaire en sortant dans le final et en résistant au retour du peloton. Il gagne deux semaines plus tard le Tour du Gévaudan Languedoc-Roussillon ainsi que la dernière étape qui se termine par la Montée Jalabert à Mende.
En 2011, il se met en évidence en montant sur le podium de la deuxième étape du Tour de Murcie avec Alberto Contador et Denis Menchov. Le lendemain, deuxième du contre-la-montre à huit secondes de Contador mais quatre secondes devant Menchov,, il assure ainsi sa place de deuxième du classement final de l'épreuve,,. Cette performance confirme son excellent début de saison, avec une quatrième place acquise au Tour d'Andalousie et une cinquième lors de l'Étoile de Bessèges. Au mois de juin, il termine meilleur jeune du Critérium du Dauphiné et treizième du classement général. Il participe au Tour de France, avec le statut de leader de l'équipe Saur-Sojasun, et s'adjuge la treizième place du classement général,. En septembre, il fait partie des neuf coureurs français participant à la course en ligne des championnats du monde, avec pour leader Thomas Voeckler.

### 2013-2014: Cofidis
Il signe pour la saison 2013 dans l'équipe Cofidis.
Le 1er août 2014, Cofidis annonce qu'elle se sépare de Jérôme Coppel à la fin de sa saison 2014. Initialement présélectionné pour le contre-la-montre des championnats du monde, il est retenu sur cette épreuve et est remplaçant de la course en ligne dans la sélection finale.

### 2015-2016: IAM
Jérôme Coppel s'engage pour la saison 2015 avec l'équipe continentale professionnelle suisse IAM où évoluent déjà ses compatriotes Sylvain Chavanel et Jérôme Pineau,. Lors du Tour du Pays basque, il chute durant la quatrième étape et subit notamment une fracture du poignet gauche. Il devient pour la première fois chez les professionnels, champion de France du contre-la-montre, à Chantonnay (Vendée), devançant Stéphane Rossetto et le triple champion de France en titre, Sylvain Chavanel. Il dispute ensuite le Tour de France en tant qu'équipier de Mathias Frank en montagne, puis le Tour d'Espagne qu'il ne termine pas. Jérôme Coppel est ensuite sélectionné pour le contre-la-montre des championnats du monde de Richmond en compagnie de Romain Sicard. Il termine à la troisième place derrière Vasil Kiryenka et Adriano Malori.
En février 2016, il remporte pour la seconde fois l'Étoile de Bessèges. Le 7 août 2016, il déclare arrêter sa carrière professionnelle après le Tour de l'Ain. Il suit ensuite un traitement chirurgical pour soigner son poignet gauche atteint de la maladie de Kienböck.

### Reconversion
En 2018, Jérôme Coppel devient consultant pour la télévision et la radio, couvrant le Tour de France sur BFM TV et RMC. En 2019, Jérôme Coppel et sa compagne ouvrent le premier centre PowerWatts d'Europe, à Genève.
Coppel obtient en novembre 2022 un diplôme de directeur sportif délivré par l'UCI.

## Palmarès, résultats et distinctions

### Palmarès amateur
- 2004

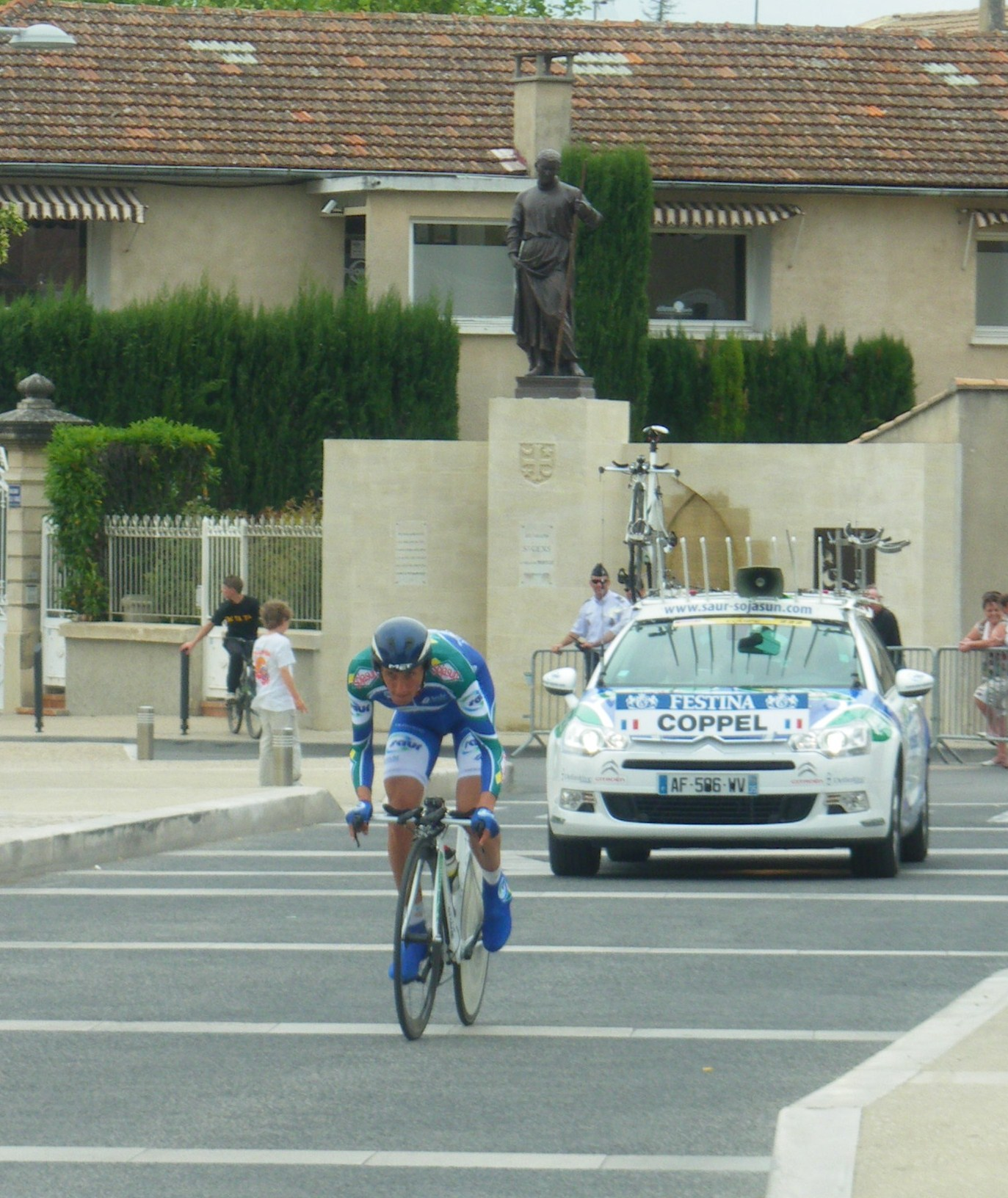
Jérôme Coppel lors du contre-la-montre du Critérium du Dauphiné à Monteux.

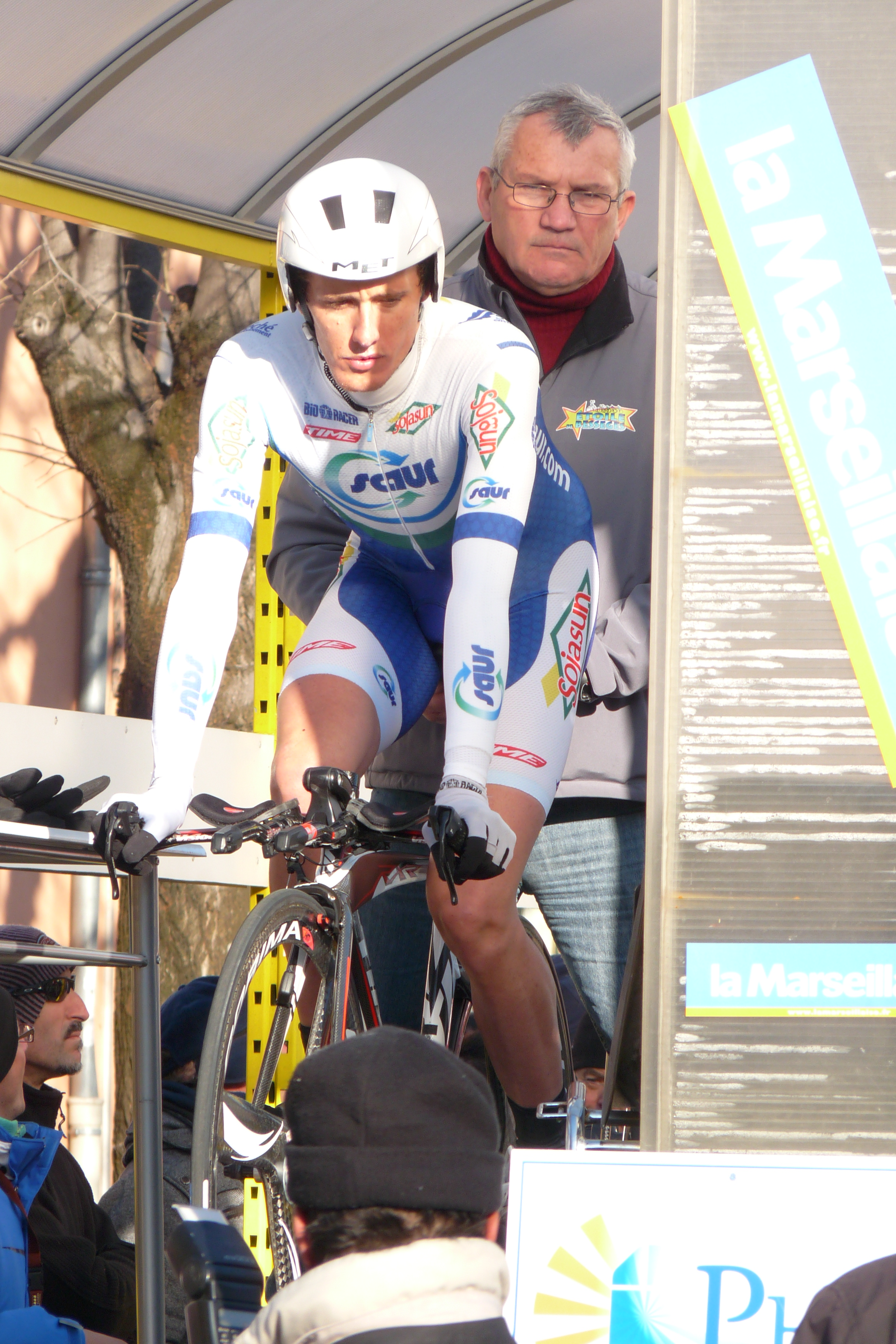
Jérôme Coppel lors de son contre-la-montre victorieux à l'Étoile de Bessèges.

  -  Champion de France du contre-la-montre juniors
  - 2e étape du Tour du Valromey
  - Prologue du Tour du Pays de Vaud
  - 10e du championnat du monde du contre-la-montre juniors
- 2005
  - Champion de Rhône-Alpes du contre-la-montre par équipes
  - Tour du Pays de Gex :
    - Classement général
    - 1re et 2e (contre-la-montre) étapes

  - 2e du Tour du Beaujolais
  - 2e du championnat de France du contre-la-montre espoirs
- 2006
  -  Champion de France du contre-la-montre espoirs
  - 2e étape du Loire-Atlantique espoirs (contre-la-montre)
  - 3e étape du Tour des Pays de Savoie (contre-la-montre)
  - Tour du Pays Roannais :
    - Classement général
    - 1re et 2e (contre-la-montre) étapes

  - Tour des cantons de Mareuil-Verteillac :
    - Classement général
    - 2e étape (contre-la-montre)

  - 2e du Tour de Corrèze
  -  Médaillé d'argent au championnat d'Europe du contre-la-montre espoirs
  -  Médaillé de bronze au championnat du monde du contre-la-montre espoirs
  - 3e du Grand Prix de Vougy
  - 3e du Loire-Atlantique espoirs
- 2007
  -  Champion de France sur route espoirs
  -  Champion de France du contre-la-montre espoirs
  - Classement général du Circuit des Ardennes
  - 2e étape du Tour du Pays Roannais (contre-la-montre)
  - Tour des cantons de Mareuil-Verteillac :
    - Classement général
    - 2e étape (contre-la-montre)

  - 3e du Circuit des Communes de la Vallée du Bédat
  -  Médaillé de bronze au championnat du monde du contre-la-montre espoirs
  - 3e du Grand Prix Guillaume Tell[n 4],[27]
  - 5e du championnat d'Europe du contre-la-montre espoirs

### Palmarès professionnel
- 2008
  - 4e du Tour de l'Avenir
- 2009
  - Route Adélie
- 2010
  - Rhône-Alpes Isère Tour :
    - Classement général
    - 1re étape

  - Prologue du Tour Alsace (contre-la-montre par équipes)
  - Tour du Doubs
  - Tour du Gévaudan Languedoc-Roussillon :
    - Classement général
    - 2e étape

  - 3e du GP Llodio
  - 5e du Critérium du Dauphiné
  - 9e de Paris-Nice
- 2011
  - Tour de Murcie :
    - Classement général[n 2],[11]
    - 3e étape (contre-la-montre)[n 2],[9]
- 2012
  - Étoile de Bessèges :
    - Classement général
    - 5eb étape (contre-la-montre)

  - Tour du Doubs
  - 2e du Tour de Bavière
  - 3e du Tour d'Andalousie
- 2014
  - 2e de l'Étoile de Bessèges
- 2015
  -  Champion de France du contre-la-montre
  -  Médaillé de bronze au championnat du monde du contre-la-montre
- 2016
  - Étoile de Bessèges :
    - Classement général
    - 5e étape (contre-la-montre)

  - 2e du Circuit de la Sarthe

### Résultat sur les grands tours

#### Tour de France
6 participations
- 2009 : abandon (12e étape)
- 2011 : 13e[n 3],[12]
- 2012 : 21e
- 2013 : 63e
- 2015 : abandon (17e étape)
- 2016 : 75e

#### Tour d'Espagne
3 participations
- 2013 : 40e
- 2014 : 31e
- 2015 : non-partant (20e étape)

### Distinctions
- Vélo d'or Espoirs : 2007

### Classements mondiaux
| Année                  | 2006 | 2007 | 2008 | 2009 | 2010 | 2011 | 2012 | 2013 | 2014 | 2015 |
| ---------------------- | ---- | ---- | ---- | ---- | ---- | ---- | ---- | ---- | ---- | ---- |
| Calendrier mondial UCI |      |      |      |      | 78e  |      |      |      |      |      |
| UCI World Tour         |      |      |      |      |      |      |      |      |      | 199e |
| UCI Europe Tour        | 561e | 195e |      |      | 14e  | 46e  | 12e  | 746e | 120e |      |